# Wapen van paus Johannes Paulus I
Het Wapen van paus Johannes Paulus I (1912-1978, paus van augustus tot september 1978) toont zes zilveren bergen en drie gouden, vijfpuntige,  sterren op een veld van azuur. Het wapen is ontworpen door Bruno Bernard Heim. Op het hoofd van het schild is een gouden leeuw afgebeeld. De pauselijke rang wordt door de sleutels van de Heilige Petrus en de pauselijke tiara afgebeeld. 
De afgebeelde leeuw is de Leeuw van Sint Marcus, en verwijst als zodanig naar Venetië, waar de paus voor zijn verkiezing patriarch was. Ook twee eerdere pausen die daarvoor Patriarch van Venetië waren, paus Pius X en paus Johannes XXIII voerden de leeuw van Sint Marcus in hun schild.
De afgebeelde bergen verwijzen naar de geboortestreek van de paus. Hij werd geboren in het bergachtige Forno di Canale, in de provincie Belluno. 
Met de Leeuw (die voorkwam in het wapen van paus Johannes XXIII) en de bergen (die voorkwamen in het wapen van Johannes Paulus' directe voorganger, paus Paulus VI, wiens achternaam Montini was) is dus ook het wapen een directe verwijzing naar de dubbele naam, die deze paus als eerste in de geschiedenis droeg.
De drie sterren verwijzen zowel naar de drie christelijke deugden (geloof, hoop en liefde) als naar de achternaam van Albino Luciani (luce = licht).